# 真圓
真円（1579年-1648年），俗名劉覺，江西省饒州府浮梁縣人，明末清初時東渡日本僧人。

## 生涯
1620年，搭乘商船在長崎上陸。1624年，出家為僧，是長崎地區最初的中国僧人。在同鄉的華僑所創建的興福寺中修行。1635年，將興福寺住持的位置讓給另一位僧人默子如定。1648年2月，圓寂。享年70歲。